# Flughafen Umbu Mehang Kunda

i7
i11
i13
Der Flughafen Umbu Mehang Kunda (auch: Flughafen Mau Hau) liegt auf der indonesischen Insel Sumba und dient als nationaler Flughafen für Waingapu, die größte Stadt der Insel.

## Flughafen
Der Flughafen ist von großer Bedeutung für die Insel Sumba, da er einer von zwei Flughäfen auf der infrastrukturschwachen Insel ist. 2016 wurde das Terminal des Flughafens erneuert, wodurch die Abfertigung der Passagiere verbessert wurde. Der Flughafen liegt östlich der Stadt Waingapu im Norden der Insel. Vor dem Flughafengebäude befinden sich Taxistände und einige Parkplätze.

## Verbindungen
Auf dem Flughafen starten und landen täglich nationale Flüge.
| Fluggesellschaft | Ziel                                        |
| ---------------- | ------------------------------------------- |
| Nam Air          | Denpasar, Kupang                            |
| Susi Air         | Bajawa, Labuan Bajo, Manumere, Ruteng, Sawu |
| TransNusa        | Kupang                                      |
| Wings Air        | Denpasar, Kupang                            |